# Proctor L. Dougherty
Proctor Lambert Dougherty (* 9. Juli 1873 in Boston, Massachusetts; † 15. Oktober 1966 in Kensington, Maryland) war ein US-amerikanischer Politiker. Zwischen 1926 und 1930 war er als Präsident des Board of Commissioners Bürgermeister der Bundeshauptstadt Washington, D.C.

## Werdegang
Proctor Dougherty absolvierte das Massachusetts Institute of Technology (MIT), wo er zum Spezialisten für Elektrotechnik ausgebildet wurde. Im Jahr 1900 kam er nach Washington, wo er zunächst für eine städtische Behörde und dann für den Fahrstuhlhersteller Otis arbeitete. Von 1919 bis 1926 war er Manager der Otis Elevator Company. Politisch gehörte er der Republikanischen Partei an.
1926 wurde Dougherty Mitglied des aus drei Personen bestehenden Gremiums Board of Commissioners, das die Stadt Washington regierte. Innerhalb dieser Gruppe wurde er zum Vorsitzenden bestimmt. In dieser Eigenschaft übte er faktisch das Amt des Bürgermeisters aus, auch wenn dieser Titel zwischen 1871 und 1975 offiziell nicht benutzt wurde. Dieses Amt bekleidete er zwischen 1926 und 1930. Nach dem Ende seiner Zeit als Leiter des Board of Commissioners von Washington war er bis 1958 noch in verschiedenen anderen lokalen Anstellungen beschäftigt. Außerdem war er Mitglied zahlreicher Organisationen und Vereinigungen. Proctor Dougherty starb am 15. Oktober 1966 in Kensington.